# Meret Strothmann
Meret Strothmann (* 13. September 1963 in Hamburg) ist eine deutsche Althistorikerin.
Strothmann studierte Alte Geschichte, Klassische Philologie sowie Philosophie an der Ruhr-Universität Bochum und erlangte dort 1991 ihren Magisterabschluss. 1997 schloss sie dort ihr Studium mit der Promotion ab, Titel der Dissertation war Augustus – Vater der Res publica. Zur Funktion der drei Begriffe restitutio – saeculum – pater patriae im augusteischen Principat. Seit 1992 war Strothmann zunächst Wissenschaftliche Mitarbeiterin am Bochumer Lehrstuhl ihres Lehrers Walter Eder. Erste Lehrveranstaltungen hielt sie von 1996 bis 1998, seit 2002 ist sie dauerhaft in der universitären Lehre des Lehrstuhls für Alte Geschichte der Fakultät für Geschichtswissenschaft aktiv. Zudem ist sie für die Koordination und Organisation der Integrierten Proseminare an der Universität Bochum zuständig und arbeitete am E-Learning-Programm Blackboard mit.
Strothmanns Forschungsschwerpunkte liegen bei der Römischen Geschichte, insbesondere der Römischen Kaiserzeit, der Spätantike sowie der Religionsgeschichte. Sie beschäftigt sich mit den religiösen Festen in der römischen Religion, mit den res gestae des Augustus sowie der Collectio Avellana, einer Sammlung antiker Papstbriefe. Strothmann verfasste zahlreiche Artikel für das Reallexikon der Germanischen Altertumskunde, das Lexikon für Antike Christliche Literatur sowie insbesondere den Neuen Pauly, für den sie vor allem Personenartikel zu Frauen der Kaiserzeit und Personen der Spätantike verfasste. Gemeinsam mit Walter Eder und Karl-Ludwig Elvers war sie auch Fachgebietsherausgeberin des Lexikons für den Bereich der Alten Geschichte.

## Schriften
- Augustus – Vater der res publica. Zur Funktion der drei Begriffe restitutio – saeculum – pater patriae im augusteischen Prinzipat. Steiner, Stuttgart 2000, ISBN 3-515-07696-4 (Zugleich: Bochum, Universität, Dissertation, 1996).

Herausgeberschaften
- mit Mischa Meier: Res publica und Imperium. Karl-Wilhelm Welwei: Kleine Schriften II (= Historia Einzelschriften. Band 77). Steiner, Stuttgart 2004, ISBN 3-515-08333-2.
- mit Bernhard Linke und Mischa Meier: Zwischen Monarchie und Republik. Gesellschaftliche Stabilisierungsleistungen und politische Transformationspotentiale in den antiken Stadtstaaten (= Historia Einzelschriften. Band 217). Steiner, Stuttgart 2010, ISBN 978-3-515-09782-6.
- mit Philipp Reichling: Religion für die Sinne = Religion for the senses (= Artificium. Band 58). ATHENA, Oberhausen 2016, ISBN 978-3-89896-440-1.
- mit Görge K. Hasselhoff: ›Religio licita?‹. Rom und die Juden (= Studia Judaica. Band 84). De Gruyter, Berlin 2017, ISBN 978-3-11-041006-8 (Druck), ISBN 978-3-11-041013-6 (E-Book), ISBN 978-3-11-041005-1 (online).